# Nyctibatrachus minimus
Nyctibatrachus minimus  es una especie de anfibio anuro de la familia Ranidae; fue descubierta en India por la Universidad Libre de Bruselas. Es la rana más pequeña de dicho país. Fue descubierta en los bosques tropicales del estado Kerala (al sur de la India).

## Tamaño
En la fase adulta de Nyctibatrachus minimus tan sólo llega a medir 1 a 1,3 cm. Este anfibio pasaba desapercibido, pues se  pensaba que se trataba de una especie de rana en estado de crecimiento, por ese motivo no había sido estudiado como una clase de espécimen en sí mismo. 
Esta nueva clase de rana fue descubierta en los bosques tropicales del estado Kerala, al sur de la India; a pesar de su escaso tamaño los investigadores han comprobado que su desarrollo físico es similar al de otras especies de ranas de mayor tamaño. 

## Beneficios biológicos
Gracias al descubrimiento los investigadores de la Universidad Libre de Bruselas deducen que se podrán registrar otros tipos de ranas de tamaño similar, pues se pensaba que aún no se habían desarrollado. Los investigadores han descubierto varios especímenes nuevos de ranas en los estos últimos años, entre ellas especímenes que pueden permanecer durante una semana debajo de la tierra, que viven en los árboles de los bosques tropicales.
- Datos: Q2495175
- Multimedia: Nyctibatrachus minimus / Q2495175
- Especies: Nyctibatrachus minimus